# 프레데리크 디팡탈
프레데리크 디펜탈(Frédéric Diefenthal, 1968년 7월 26일 ~ )은 프랑스의 영화 배우, 영화 제작자이다. 대표 작품으로 《택시》 연작(1998-2007)과 《벨파고》(2001) 등이 있다.

## 작품 목록

### 영화 출연
- 택시 (1998)
  - 택시 2 (2000)
  - 택시 3 (2003)
  - 택시 4 (2007)
- 식스팩 (2000, Six-Pack)
- 벨파고 (2001)
- 포악한 영혼 (2001, Les Âmes fortes)
- 미로 (2003, Dédales)
- 친구들과 경찰들 (2004, Nos amis les flics)
- 여우 르나르의 모험 (2005, Le Roman de Renart) - 목소리
- Le renard jaune (2013)
- 프랑스 대통령의 모자 (2016, Le Chapeau de Mitterrand)

### 텔레비전 출연
- 깊은 숲에서 (2017)

### 영화 제작
- 완벽한 스윙 (2013, Swing absolu) - 단편

## 같이 보기
- 사미 나세리